# 花澤香菜
花澤香菜（日语：／ Hanazawa Kana，1989年2月25日—），日本女性聲優、演員、歌手。大澤事務所所屬，前Smile-Monkey所屬。代表作有結城美柑（出包王女）、立華奏（Angel Beats!）等。

## 人物
- 兒童演員出身，於2006年被發掘出來配《ZEGAPAIN》的女主角守凪了子，由於其獨特的棒讀大受好評而為人所認知。
- 在《ZEGAPAIN》演出當時仍不是聲優，在共演的川澄綾子建議她成為全職聲優後，移籍到川澄隸屬的大澤事務所，正式踏上聲優之路。到現在川澄綾子仍經常給她技術指導。
- 演員身份方面，曾在東京深夜播放的劇集怨屋本舖飾演里奈的好友青山美香。

由於是兒童演員出身，所以和一般傳統聲優不同是採用自然聲而非假聲配音，而且能配一些很平實不做作的角色，但亦能配出很動畫化、很誇張的萌音。
- 以個人風格而非演技多變聞名的聲優，比起動畫化的演出、那種自然的棒讀風反而讓觀眾印象更深刻。
- 花澤的演出沒有固定類型，由少女向到青年向或兒童向節目都可聽到她的演出。
- 經常在作品中和比她年長很多的一線聲優大演對手戲，其中女的包括櫻井浩美、川澄綾子、澤城美雪、渡邊明乃、皆川純子、田村由香里、堀江由衣、水樹奈奈、折笠富美子、桑島法子、中原麻衣、能登麻美子、生天目仁美、齋賀光希、茅野爱衣、日笠陽子。男的則有神谷浩史、小野大辅、諏訪部順一、宫野真守、豐永利行、木內秀信、中村悠一、鳥海浩輔、石田彰、樱井孝宏、梶裕貴、木村良平、冈本信彦等等。當中合作最多則是神谷浩史。
- 在短短的數年之間已和近十年的第一線聲優都差不多合作過了，而且經常演出需要相當演技的吃重角色。
- 被訪問時本來想答得婉轉一些但結果卻常出現答非所問的笑話，甚至在電台節目中也常說出牛頭不對馬嘴的怪話。
- 由於多部作品都演姊妹，所以和戶松遙感情很好，但有趣是花澤的入行时间比戶松早、年紀也比戶松大，但動畫中戶松总是演姊姊。另外和辻步美感情也很好。
- 愛發白日夢，因而被中世明日香和牧野由依評為「實寫版梶原空」。
- 2007年開始是大學生，到2011年為止都是半工半讀。
- 曾有過偷飲母親的酒而變成吻魔到處吻人的事件，因此現在不喝酒。
- 曾於C3日本動玩博覽2012 DAY3（2012年3月11日）訪問香港。
- 2012年2月宣佈以個人歌手名義出道，唱片公司為Aniplex，4月25日推出首張单曲《星空☆終點站（日语：星空☆ディスティネーション）》。
- 《Angel Beats!》裡的立华奏一角是麻枝准个人的强烈要求，他在之后访问中提到：“天使的声音只能是这样，没有别的选择。”
- 2015年5月3日於武道館舉辦個人演唱會，花澤香菜也是繼聲優歌姬的前輩們第七位登上武道館獻唱的女聲優，登館順序為：椎名碧流、水樹奈奈、田村由香里、堀江由衣、坂本真綾、茅原實里等六員女聲優。
- 近年也開始配些搞笑的角色的聲線，如廢天使加百列等，讓習慣聽花澤較為「正經」聲線的粉絲直呼「花澤崩壞！」
- 2017年2月19日，有相關報導證實與小野賢章是戀人關係，並同居於東京港區某公寓。本人亦於2017年2月22日在放送中承認交往。2020年7月8日，於个人社交账号上宣布與小野賢章結婚[5][6]。
- 2017年4月唱片公司移籍至SACRA MUSIC。2021年7月1日，移籍至波麗佳音[7]。
- 近年來也開始在中國發展。2018年12月31日参加了北京卫视的2018-2019北京卫视跨年晚会，并献唱《恋爱循环》。并于次年与汪苏泷在北京卫视的2019-2020北京卫视跨年晚会上一起合唱自己的中文版《星空》和汪苏泷的《有点甜》。她还参加了浙江卫视的2020跨年晚会，并以中文翻唱了周杰伦的《告白气球》。此外她在2019年3月28日啟用了新浪微博，並在天猫于2019年11月11日举行的“双11晚会”上作为嘉宾表演《恋爱循环》。
- 兒童演員時期看過少年漫畫《鋼之鍊金術師》、《通靈王》的改編電視動畫，因此曾經公開自己是這2部作品的粉絲[8]。

## 交友關係
與竹達彩奈自從在《我的妹妹哪有這麼可愛！》中合作之後，交情突飛猛進。因此，竹達曾在2013年6月23日舉辦的慶生活動中幫花澤慶生，並給她驚喜和發表慶生祝福的話。
與井上麻里奈都是新人時期開始，從《ZEGAPAIN》《月面兔兵器米娜》至《魔法使的條件 夏日的天空》等作品經常合作至今，因此2人私底下也有不錯的交情。

## 演出作品
※飾演的主要角色以粗體字表示。

### 電視動畫
2003年
- 最後流亡（荷莉·麥德賽）

2006年
- ZEGAPAIN（守凪了子）
- 大魔法峠（田中萤）

2007年
- 月面兔兵器米娜（羽蟬奈琉）
- Sketchbook ～full color's～（梶原空）
- 暮蟬悲鳴時解（智美）
- 蛋黃醬（POTEMAYO）（土豆蛋黃醬）
- 蟲之歌（杏本詩歌 / 冬螢 / 飛雪）

2008年
- 神槍少女 -IL TEATRINO-（安潔麗卡）
- 神薙（懺悔妹妹（ざんげちゃん）/ 涼城白亞）
- 狂亂家族日記（亂崎優歌/姬宮零子）
- 鋼鐵新娘（リコ·A·アンドロイズ）
- Strike Witches（諏訪天姬）
- 出包王女（結城美柑）
- 鶺鴒女神（草野）
- BLASSREITER（艾萊亞）
- 魔法使的條件 夏季的天空（鈴木空）

2009年
- 青花（王子、孩子們、初等部A）
- 明日的與一!（斑鳩籬）
- 迷宮塔（艾納羅）
- 浪漫追星社（杏幸江）
- BASQUASH!（可可·JD）
- 潘朵拉之心（夏蘿·蘭茲華斯）
- 化物語（千石撫子）
- 奇蹟少女KOBATO.（花戶小鳩）
- Darker Than Black -流星的雙子-（蘇芳·帕布利切柯）
- 科學超電磁砲（春上衿衣）

2010年
- 無頭騎士異聞錄 DuRaRaRa!!（園原杏里）
- 聖痕煉金士（御手洗史伽）
- 學生會長是女僕（花園櫻、小千）
- Angel Beats!（天使（立華奏））
- 管家後宮學園（艾謝·哈蒂姆）
- 鶺鴒女神〜Pure Engagement〜（草野）
- B型H系（宮野真由）
- 我的妹妹哪有這麼可愛！（黑貓（五更琉璃）、五更日向）
- 世紀末超自然學院（成瀨梢）
- 玩伴貓耳娘（雙葉葵）
- 海月姫（蒼下月海）
- 只有神知道的世界（汐宮栞）
- 半妖少女 石榴（薄螢）
- 更多出包王女（結城美柑）
- 聖誕之吻SS（圖書管理員）
- 強襲魔女2（諏訪天姬）

2011年
- 零度戰姬（拉娜·林沁）
- IS〈Infinite Stratos〉（夏綠蒂·迪努亞）
- Fractale（奈莎）
- 如果高校棒球女子經理讀了彼得·杜拉克（宮田夕紀）
- 命運石之門（椎名真由里）
- 青之驅魔師（杜山詩惠美）
- 死囚樂園（小白）
- 變研會（松隆奈奈子）
- DOG DAYS（諾瓦爾·比諾卡卡歐）
- 聖痕鍊金士II（御手洗史伽）
- 迷茫管家與膽怯的我（坂町紅羽）
- 蘿球社！（湊智花）
- 沉默的森田同學（森田真由）
- 神樣DOLLS（日向真晝）
- 電波女&青春男（花澤）
- 偶像大師（水谷繪理）
- 丹特麗安的書架（修伊（幼年時代））
- 我的朋友很少（羽瀨川小鳩）
- 最後流亡-銀翼的飛夢-（艾兒薇絲·漢彌爾敦）
- 罪惡王冠（篠宮綾瀨、寒川谷尋（幼少期））

2012年
- 猛烈宇宙海賊（栗原千秋）
- 妖狐×僕SS（髏髏宮加留多）
- 偽物語（千石撫子）
- 創聖機械天使EVOL（婕希卡·王）
- 機動戰士GUNDAM AGE（羅瑪麗·斯通）
- BLACK★ROCK SHOOTER（黑衣麻陶）
- 咲-Saki- 阿知賀編（松實玄）
- ZETMAN（天城小葉）
- 紙箱戰機W（花咲蘭）
- Campione 弒神者！（萬里谷祐理）
- SKET DANCE（安形紗綾）
- 白熊咖啡廳（熊貓妹妹）
- 戰國Collection（“泰平女君”德川家康）
- 無賴勇者的鬼畜美學（桐元葛葉）
- 窮神（櫻市子）
- DOG DAYS'（諾瓦爾·比諾卡卡歐）
- 鄰座的怪同學（大島千鶴）
- 來自新世界（秋月真理亞）
- PSYCHO-PASS心靈判官（常守朱）
- 絕園的暴風雨（不破愛花）
- 出包王女DARKNESS（結城美柑）
- 超譯百人一首戀歌（當子内親王）
- 魔奇少年（练红玉）
- 女高网球部（板东鞠萌）

2013年
- 鎖鎖美小姐@不好好努力（邪神鏡）
- 我的朋友很少NEXT（羽瀨川小鳩）
- 琴浦小姐（御舟百合子）
- 我的妹妹哪有這麼可愛。（黑貓（五更琉璃）、五更日向）
- 科學超電磁砲S（春上衿衣）
- 絕對防衛利維坦（賽洛普）
- Little Busters!（杉并睦实）
- 蘿球社！SS（湊智花）
- 物語系列 第二季（千石撫子）
- 女高網球部 第二季（板東鞠萌）
- 只有神知道的世界 女神篇（汐宮栞／彌涅兒娃）
- 我不受歡迎，怎麼想都是你們的錯！（成瀨優）
- 超次元戰記 戰機少女（普露露特／愛莉絲之心）
- 核爆末世錄（深作葵）
- 來自風平浪靜的明天（向井戶愛花）
- IS〈Infinite Stratos〉2（夏綠蒂·迪努亞）
- 結界女王 震動（拉娜·林沁）
- 魔奇少年 The Kingdom of Magic（練紅玉）
- 我要成為世界最強偶像（真田朱里）
- 機巧少女不會受傷（火垂）
- 東京闇鴉（土御門夏目）

2014年
- BUDDY COMPLEX（奈須真由佳）
- 宇宙浪子（雅德莉）
- 咲-Saki- 全國篇（松實玄）
- 鄰座同學是怪咖（橫井留美）
- 屬性同好會（柴崎蘆花）
- 農林（中澤農）
- Wake Up, Girls!（安娜）
- 偽戀（小野寺小咲）
- 世界征服 謀略之星（娜塔夏）
- 我們大家的河合莊（河合律）
- 星刻龍騎士（潔西卡·瓦倫泰）
- 魔法科高中的劣等生（七草真由美）
- 如果折斷她的旗（盜賊山惠）
- BREAK BLADE 破刃之劍（克雷歐·薩布拉夫）
- 龍孃七七七埋藏的寶藏（星埜達魯克）
- 目隱都市的演繹者（小櫻茉莉／Mari）
- 東京喰種（神代利世）
- 斬！赤紅之瞳（賽琉）
- 女神異聞錄4 The Golden（瑪麗）
- 寄生獸 生命的準則（村野里美）
- 境界觸發者（木虎藍）
- PSYCHO-PASS心靈判官 2（常守朱）
- 结城友奈是勇者（乃木园子）

2015年
- 東京喰種√A（神代利世）
- 銃皇無盡的法夫納（菲莉爾·克雷斯特）
- 無頭騎士異聞錄 DuRaRaRa!!×2 承（園原杏里）
- DOG DAYS''（諾瓦爾·比諾卡卡歐）
- 純潔的瑪利亞（以西結）
- 電波教師（無響零子）
- 庭球社（第四季）（板东鞠萌）
- 偽戀（小野寺小咲）
- 山田君與7人魔女（飛鳥美琴）
- 城下町的蒲公英（櫻田茜）
- 潮與虎（決眉）
- 無頭騎士異聞錄 DuRaRaRa!!×2 轉（園原杏里）
- 科學小飛俠 Crowds Insight（杜蘭莎）
- 出包王女DARKNESS 2nd（結城美柑）
- 監獄學園（綠川花）
- 晨曦公主（佳耶）

2016年
- 疾走王子Alternative（櫻井奈奈）
- 少女們向荒野進發（小早川夕夏）
- 大叔與棉花糖（MIO5）
- FAIRY TAIL魔導少年 ZERØ（澤菈）
- 無頭騎士異聞錄 DuRaRaRa!!×2 結（園原杏里）
- 她與她的貓 -Everything Flows-（她）
- 潮與虎 第2期（潔梅）
- 文豪Stray Dogs（露西·莫德·蒙哥馬利）
- 境界之輪迴 第2期（琪比）
- Rewrite（篝）
- orange橘色奇蹟（高宮菜穗）
- 聖潔天使（CODEΩ46塞尼亞）
- 槍彈辯駁3 －The End of 希望峰學園－ 絕望篇（七海千秋）
- 槍彈辯駁3 －The End of 希望峰學園－ 希望篇（七海千秋）
- 終末的伊澤塔（愛爾薇拉）
- 文豪Stray Dogs 第2期（露西·莫德·蒙哥馬利）
- 3月的獅子（川本日向、三色貓）
- 烏龍麵之國的金色毛毬（藤山紗枝、小刺猬2、烏鴉3、旁白）

2017年
- 超·少年偵探團NEO（謎之女／貓婦人）
- 學園少女突襲者 Animation Channel（沙島悠水）
- 青之驅魔師 京都不淨王篇（杜山詩惠美）
- 廢天使加百列（白羽·拉非爾·恩茲沃斯）
- Rewrite 2nd season -Moon篇 Terra篇-（篝）
- 重啟咲良田（春埼美空）
- 戀愛與謊言（高崎美咲）
- 徒然喜歡你（皆川由紀）
- 天使的3P！（尾城小梅、霧夢〈貴龍〉）
- Infini-T Force（貝爾·琳）
- 食戟之靈 餐之皿（紀之國寧寧）
- 少女終末旅行（Nuko）
- 結城友奈是勇者 -鷲尾須美之章-／-勇者之章-（乃木園子）
- 動畫同好會（楊貝貝）
- Wake Up, Girls! 新章（安娜）
- 3月的獅子 第2期（川本日向、三色貓）

2018年
- 比宇宙更遠的地方（小淵澤報瀨）
- 沒有心跳的少女 BEATLESS（堤美佳）
- 棒球大聯盟2nd（佐倉睦子）
- 重神機潘多拉（葉坤靈）
- 溫泉屋小女將（稻田繪里香）
- 雷頓神秘偵探社 ～卡特莉的解謎事件簿～（卡翠愛兒·雷頓）[11]
- 命運石之門0（椎名真由里）
- 中間管理錄利根川（聲〈005〉）
- 工作細胞（紅血球／紅血球母細胞）
- 暮光幻影（白鹿瞳）
- Happy Sugar Life（松坂砂糖[12]）
- Devidol！（花）
- 東京食屍鬼:re 第2期（神代利世）
- 叛逆性百萬亞瑟王（加拉哈德）
- 棒球大聯盟2nd (佐倉睦子)

2019年
- 五等分的新娘（中野一花[13]）
- 不吉波普不笑（水乃星透子）
- 约会大作战III（？？？（園神凜禰））
- 川柳少女（雪白七七子）
- 消滅都市（小雪[14]、美冬）
- 文豪Stray Dogs 第3期（露西·莫德·蒙哥馬利）
- MIX（大山春夏）
- 鬼滅之刃（甘露寺蜜璃）
- 夢幻之星Online2 EPISODE ORACLE（梅爾馮席娜、莉莎[15]）
- PSYCHO-PASS心靈判官 3（常守朱）
- 食戟之靈 神之皿（紀之國寧寧）
- 寶可夢 旅途（小春、小豪的盾甲繭、輕飄飄）

2020年
- 魔法紀錄 魔法少女小圓外傳（黑江[16]）
- 空挺Dragons（瓦娜貝爾[17]）
- 寶石商人理察的謎鑑定（谷本晶子[18]）
- 淘氣貓2020：家有圓圓？！～我家的圓圓你知道嗎～（花咲妙妙）
- 忍者亂太郎-宇宙大冒險（レオ）
- 棒球大聯盟2nd 第2期（佐倉睦子）
- 昨日之歌（森之目榀子[19]）
- 格萊普尼爾（青木江麗奈[20]）
- LISTENERS 聆聽者（蘿絲[21]）
- 超異域公主連結 Re:Dive（碧／沒問題我的朋友君一號）
- Lapis Re:LiGHTs（伊麗莎）
- 魔女之旅（芙蘭）
- 與汪汪喵喵同居的開心日常（狗）
- 魔法科高中的劣等生 來訪者篇（七草真由美）
- 小碧藍幻想！（澤塔）
- 安達與島村（圖書少女）

2021年
- 演劇偶像（榊原薰）
- 五等分的新娘∬（中野一花）
- 工作細胞!!（紅血球[22]）
- 境界觸發者 2nd season（木虎藍）
- 怪物事變（飯生妖子）
- 舞伎家的料理人（清）
- 寶可夢 旅途（吉利蛋）
- 七騎士 革命 -英雄的繼承者-（艾莲）
- 結城友奈是勇者 啾嚕！（乃木園子〈小學生・中學生〉）
- 如果這叫愛情感覺會很噁心（松島有枝）
- 佐賀偶像是傳奇 捲土重來（楪舞舞）
- 魔法科高中的優等生（七草真由美）
- 歌劇少女!!（野島聖[23]）
- 白沙的Aquatope（竹下醫生）
- 魔法紀錄 魔法少女小圓外傳 2nd SEASON -覺醒前夜-（黑江）
- 賈希大人不氣餒！（桃樂希）
- Love Live! Superstar!!（沙耶）
- 結城友奈是勇者 -大滿開之章-（乃木園子）
- 進化果實～不知不覺踏上勝利的人生～（莎莉亞[24]）
- 鍵等（篝）
- SAKUGAN（扎卡雷圖）
- 吸血鬼馬上死（月光院希美）
- 藍色時期（三木貴音美）
- 異世界食堂2（拉絲緹娜）
- 境界觸發者 3rd season（木虎藍）

2022年
- 明日同學的水手服（明日優和[25]）
- 秘密內幕～女警的反擊～（牧高美和）
- 超異域公主連結 Re:Dive Season 2（碧／沒問題我的朋友君一號）
- 魔法紀錄 魔法少女小圓外傳 Final SEASON -淺夢的黎明-（黑江[26]）
- 盾之勇者成名錄（奧絲特·蓬萊[27]）
- 愛在征服世界後（魔島忌忌／魔獸公主）
- 不會拿捏距離的阿波連同學（桃原老師[28]）
- 鍵等（天使）
- 朋友遊戲（瑪納布裁判長）
- 即使如此依舊步步進逼（麻希[29]）
- 金裝的維爾梅～瀕臨留級的學生與最強災害掉入魔法世界～（埃琳娜·金巴萊特）
- Love Live! Superstar!!（第2期）（沙耶）
- 因為是反派大小姐所以養了魔王（莉莉雅·萊因華茲[30]）
- 我想成為影之強者！（亞蕾克西雅·米德加[31]）
- 福星小子（小蘭[32]）

2023年
- 傲嬌反派千金莉潔洛特與實況主遠藤同學及解說員小林同學（小林詩帆乃[33]）
- 久保同學不放過我（久保渚咲[34]）
- 真·進化果實～不知不覺踏上勝利的人生～（莎莉亞[35]）
- 魔術士歐菲 流浪之旅 阿邦拉馬篇（艾莉絲[36]）
- BORUTO-火影新世代-NARUTO NEXT GENERATIONS-（艾達）
- 文豪Stray Dogs 第4期（露西·莫德·蒙哥馬利）
- 吸血鬼馬上死2（月光院希美）
- MIX 第二季 ～第二個夏天，邁向晴空～（大山春夏[37]）
- 在無神世界裡進行傳教活動（阿爾拉爾[38]）
- 鬼滅之刃 刀匠村篇（甘露寺蜜璃[39]）
- 獻祭公主與獸王（紗莉菲[40]）
- 屍體如山的死亡遊戲（四乃山希吏）
- AYAKA -綾島奇譚-（一条茨[41]）
- Fate/strange Fake -Whispers of Dawn-（沙条綾香[42]）
- 黑暗集會（寶月詠子[43]）
- 文豪Stray Dogs 第5期（露西·莫德·蒙哥馬利）
- 五等分的新娘∽（中野一花[44]）
- 凹凸魔女的親子日常（旁白[45]）
- 我想成為影之強者！ 2nd season（亞蕾克西雅·米德加）

2024年
- 青之驅魔師 島根啓明結社篇（杜山詩惠美[46]）
- 福星小子（第2期）（小蘭）
- 魔女與野獸（安潔拉·安·斐爾）
- 花野井同學與戀愛病（日生螢[47]）
- 轉生貴族憑鑑定技能扭轉人生（莉西亞·普雷德[48]）
- 魔法科高中的劣等生（第3期）（七草真由美[49]）
- 殺手寓言（清水岬[50]）
- THE NEW GATE（クオーレ・エストレア[51]）
- 鬼滅之刃 柱訓練篇（甘露寺蜜璃[52]）
- 從路人角色開始的探索英雄譚（希爾菲[53]）
- 女神咖啡廳（吉野碧流[54]）
- 地下城中的人（風花）
- 轉生成貓咪的大叔（小潘[55]）
- 青之驅魔師 雪之盡頭篇（杜山詩惠美[56]）
- 五等分的新娘＊（中野一花[57]）
- Fate/strange Fake（年末特別篇）（沙条綾香[58]）

2025年
- 黑岩目高不把我的可愛放在眼裡（春野蕾美[59]）
- 不幸職業【鑑定士】其實是最強的（艾姬多娜[60]）
- 地縛少年花子君2（四島[61]）
- 中年男的異世界網購生活（梅莉莎[62]）
- 忍者與殺手的兩人生活（古賀木葉[63]）
- 記憶縫線YOUR FORMA（埃緹卡·冰枝[64]）
- 推理要在晚餐後（寶生麗子[65]）
- 不會拿捏距離的阿波連同學 season2（桃原老師[66]）
- #空帕斯2.0：陣地攻防戰（狐咲甘色[67]）
- 神統記（約潔[68]）
- 最近的偵探真沒用（真白[69]）
- 公爵千金的家庭教師（菲莉西亞·佛斯[70]）
- 怪獸8號（東雲凜[71]）
- 朋友的妹妹只纏著我（影石菫）
- Let's Play（Sam Young[72]）
- GNOSIA（乙女[73]）
- Fate/strange Fake（沙条綾香[74]）

2026年
- 魔都精兵的奴隸2（山城戀[75]）

時期未定
- 由於勇者小隊裡有個可愛的女孩子，所以向她告白了。（賽西莉亞[76]）

### OVA
2006年
- 大魔法峠（ぽたる）

2008年
- 世外魔島～黑月之王與雙月公主～（瑪波·馬修·馬爾薩斯）

2009年
- 出包王女（結城美柑）
- 文學少女今日的點心「初戀」（天野遠子）

2010年
- BLACK★ROCK SHOOTER（黑衣麻陶）
- 文學少女回憶篇I 天野遠子篇 「夢想少女的前奏曲」（天野遠子）
- 文學少女回憶篇III 琴吹七瀨篇 「戀愛少女的狂想曲」（天野遠子）
- 變研會（松隆奈奈子）
- 聖痕鍊金士～女帝的肖像～（御手洗史伽）
- 眼鏡女友（倉本千秋）
- .hack//Quantum（咲夜）

2011年
- 變研會（松隆奈奈子）
- 沉默的森田同學（森田真由）
- Baby Princess 3D 嘉年華 0（觀月）
- IS〈Infinite Stratos〉Encore 愛情戰火六重奏（夏綠蒂·迪諾亞）
- Fate/Prototype（沙條綾香）

2012年
- 流星LENS（花籠凜咲）

2013年
- 蘿球社！（湊智花）※PSP遊戲『蘿球社！遺落物的祕密』限定版同梱DVD。
- 机动战士GUNDAM AGE MEMORY OF EDEN（罗玛丽·斯通）
- 鄰座的怪同學 鄰座的極道同學（千鶴公主）※漫畫12卷附贈DVD特裝版

2014年
- 我不受歡迎，怎麼想都是你們的錯！（成瀨優）

2015年
- 無頭騎士異聞錄 DuRaRaRa!!×2 承 外傳！？ 第4.5話 我的心是火鍋的形狀 （園原杏里）※劇場先行上映[77]

2016年
- 監獄學園（綠川花）
- 少女們向荒野進發（小早川夕夏）
- FAIRY TAIL 納茲vs.梅比斯（澤菈）

2017年
- 廢天使加百列（拉非爾）
- 食戟之靈「遠月十傑」（紀之國寧寧）※漫畫第25卷OAD同捆版

### 動畫電影
2009年
- Cencoroll（雪）

2010年
- 古城荊棘王（カスミ·イシキ）
- 破刃之劍 劇場版（克雷歐·薩布拉夫）
- 文學少女 劇場版（天野遠子）

2012年
- 青之驱魔师 ―劇場版―（杜山詩繪美）
- 劇場版閃電十一人GO vs 紙箱戰機W（花咲蘭）
- BLOOD-C劇場版 The Last Dark（月山比呂）
- 被狙擊的學園（春河佳惠梨）

2013年
- AURA ～魔龍院光牙最後的戰鬥～（佐藤良子[78]）
- 命運石之門 負荷領域的既視感（椎名真由里）[79]
- 言葉之庭（雪野百香里）

2014年
- 猛烈宇宙海賊 ABYSS OF HYPERSPACE -超空間的深淵-（栗原千秋）
- Wake Up, Girls! 七位偶像（安娜）

2015年
- 劇場版 PSYCHO-PASS（常守朱）
- 屍者的帝國（哈達莉·莉莉絲）
- 電影 Go！Princess 光之美少女 Go！Go！！豪華三部曲！！！（潘普露露公主）
- Wake Up, Girls! Beyond the Bottom（安娜）

2016年
- 遊戲王：次元的黑暗面（莎拉）
- 你的名字。（小雪老師）
- ZEGAPAIN ADP（守凪了子）

2017年
- 結城友奈是勇者 -鷲尾須美之章-（乃木園子[80]）
- 春宵苦短，少女前進吧！（黑髮少女[81]）
- 特工次時代（希波[82]）
- 劇場版 魔法科高中的劣等生 呼喚繁星的少女（七草真由美）
- 煙花（三浦老師）
- GODZILLA -怪獸惑星-（優子·谷）

2018年
- 續·終物語（千石撫子）
- 哥吉拉 -決戰機動增殖都市-（谷優子）
- 哥吉拉 -噬星者-（谷優子）
- 阿拉涅的蟲籠（凜）
- 溫泉小女將（關峰子）

2019年
- PSYCHO-PASS Sinners of the System Case.1 罪與罰（常守朱）
- PSYCHO-PASS Sinners of the System Case.2 First Guardian（常守朱）
- 薄暮（松本）
- 天氣之子（香菜）
- CENCOROLL CONNECT（雪）
- 人间失格（柊美子）
- 重甲機神：神降臨（朝永茉茉子[83]）
- 谢谢你，在世界（更多一些的）角落中找到我（照）

2020年
- PSYCHO-PASS心靈判官3 FIRST INSPECTOR（常守朱）
- 罗小黑战记（小黑）
- 顺其自然的日子（小悦）

2021年
- 劇場版 咒術迴戰 0（祈本里香[84]）

2022年
- 再見了，橡果兄弟！－奇蹟的暑假－（浦安千穗里）
- 劇場版 五等分的新娘（中野一花[85]）
- 漂流家園（安藤珠理[86]）
- 我們的黎明（澤渡遙[87]）
- 鈴芽之旅（岩戶椿芽[88]）

2023年
- 劇場版 PSYCHO-PASS心靈判官 PROVIDENCE（常守朱[89]）
- 阿密哩多的饗宴（凜[90]）
- 北極百貨的秋乃小姐（日本狼女友[91]）

2024年
- 劇場版物怪 唐傘（北川[92]）
- ZEGAPAIN STA（守凪了子[93]）
- 美妙寵物 光之美少女！The Movie！心跳不已♡遊戲世界大冒險！（夏樹[94]）

2025年
- MAKE A GIRL（海中繪里[95]）
- 鬼滅之刃劇場版 無限城篇 第一章 猗窩座再襲（甘露寺蜜璃[96]）
- 電影 小鯊鯊出門去 都會的朋友（小鯊鯊[97]）

### 網路動畫
2008年
- 亡念之扎姆德（柊）

2010年
- 由土里醬（摘込詩織）

2014年
- おにくだいすき! ゼウシくん 2期（日语：全国農業協同組合連合会#おにくだいすき! ゼウシくん）（ゼウシくん）
- 精靈寶可夢 終極紅寶石·始源藍寶石 （女主人公）

2015年
- 雛蜂（琉璃）
- 弱酸性百萬亞瑟王（加拉哈德）

2016年
- おにくだいすき! ゼウシくん 3期（日语：全国農業協同組合連合会#おにくだいすき! ゼウシくん）（ゼウシくん）
- 曆物語（千石撫子）
- 怪物彈珠 夏季特別篇（奇斯琪爾麗菈）

2017年
- 變形少女（衣月）

2020年
- 蟲籠的卡伽斯特爾（伊莉、塔妮亞）

2023年
- 小鯊鯊出門去（小鯊鯊[98]）

2024年
- MONSTERS 一百三情飛龍侍極（芙蕾雅[99]）
- 物語系列 第外季&第怪季（千石撫子[100]）
- 麵包寶寶（奶油麵包寶寶1[101]、店主[102]）

2025年
- BULLET/BULLET（カウ姉[103]）

### 遊戲
- 紅線 DS（中川沙良）
- ARIA The ORIGINATION ～藍色行星的天空～（阿涅絲·杜馬（安妮））
- 怪物彈珠（麗菈）
- 小鳩ヶ丘高校女子ぐろ〜部（今川ぱぺ子）
- D.C.II P.S. 〜ダ・カーポII〜 プラスシチュエーション（莉乃）
- デモンブライド（皇にぃな）
- 乃木坂春香的秘密─開始了，角色扮演（八咲雪奈）
- Project Witch（リルテ）
- 偶像大師 深情之星（水谷繪理）
- 偶像大師 灰姑娘女孩（水谷繪理）
- 心跳回憶4（響野里澄）
- Steins;Gate（椎名真由里）
- グラナド・エスパダ（ヴァレリア）
- 美德傳奇（蘇菲）
- 美德傳奇F（蘇菲）
- Rewrite（篝）
- Rewrite Harvest festa!（篝）
- 次の犠牲者をオシラセシマス（三上霞）
- デュラララ!! 3way standoff（園原杏里）
- テイルズ オブ ザ ワールド レディアント マイソロジー3（蘇菲）
- 我的妹妹哪有這麼可愛 攜帶版（黒猫/五更瑠璃、五更日向〈黒猫の上の妹〉）
- 最終幻想 零式 PSP（DEUCE）
- Dissidia Final Fantasy Opera Omnia（DEUCE）
- 女神異聞錄4 黃金版（瑪麗）
- 女神異聞錄4 無敵究極背橋摔（瑪麗）
- 女神异闻录Q 暗影迷宫（瑪麗）
- 靈魂扳機（エマ）
- 我的朋友很少 攜帶版（羽瀨川小鳩）
- 我的妹妹哪有這麼可愛 攜帶版哪有可能繼續（黒猫/五更瑠璃、五更日向〈黒猫の上の妹〉）
- 波色（秋名美月）
- 時间与永遠（托琪）
- 超級槍彈辯駁2 再見絕望校園（七海千秋）
- Phantasy Star Online 2（理紗）
- 双剣のクロスエイジ（生駒吉乃）
- Little Busters!（杉並睦實）（Converted Edition後版本）
- 扩散性百万亚瑟王（加拉哈德）
- SD Gundam GGENERATION OVER WORLD（露娜·阿尔蒙尼亚、自创人物）
- 約會大作戰 凜彌烏托邦（園神凜彌）
- 約會大作戰 Twin Edition 轉世凜緒（園神凜禰）
- 蘿球社！遺落物的祕密（湊智花）
- 神次元遊戲 戰機少女V（普露露特／愛莉絲之心）
- IS〈Infinite Stratos〉2 Ignition Hearts（夏綠蒂·迪努亞）
- Destiny of Spirits（PS Vita亞洲限定版）（月讀）
- 電擊文庫 FIGHTING CLIMAX（湊智花、黑貓）
- granado espada（巴萊黎雅）
- ファンタシースターオンライン2 (PSO2)（莉莎）
- 白貓Project（ファム）
- 崩壞學園2（布洛妮娅·扎伊切克）
- 少女們向荒野進發（小早川夕夏）
- Nitro+ Blasterz -Heroines Infinite Duel-（常守朱）
- 勇者鬥惡龍 英雄（芙蘿拉）
- 精靈寶可夢 終極紅寶石·始源藍寶石（女主人公 小遙）
- 鋼鐵少女（土佐）
- 消滅都市（小雪）
- 血源诅咒（小女孩的姐姐）
  - 血源诅咒 远古猎人（血之女王阿德琳）
- Shadowverse（暗魔女將、機械降神、鮮紅的穿光·瑟塔）
- 永遠的七日之都（瀨由衣）
- 為了誰的煉金術師（梅林）
- Mobile Legends: Bang Bang（神樂）
- 奇蹟暖暖（暖暖）

2018年
- 最終幻想 紛爭NT（莉諾雅·哈蒂莉）
- 陰陽師 (面靈氣)
- 蒼之紀元 (美杜莎)
- 超異域公主連結 Re:Dive （碧）
- 電擊文庫 零境交錯 （湊智花、黑貓）
- 神無月 (妮娜、狄伊莎)
- 決戰.平安京 (面靈氣)
- Destiny Child (嫦娥)
- 拳皇全明星 (諾亞)
- 食之契約（雞蛋仔、臘八粥、薑餅）
- Dragalia Lost ～失落的龙约～（梅莉贝尔）

2019年
- 刀劍神域 Rising Steel （伊迪絲·辛賽西斯·潭）
- SD高達G世紀火綫縱橫 （高達尖兵874 (哈娜由)）
- Crash Fever （紅血球AE3803）
- 游戏王：决斗链接 (塞拉)

2020年
- 碧藍幻想Versus（瑟塔）
- 东方大炮弹（古明地觉）
- 明日方舟（瑕光）
- COMPASS 戰鬥神意解析系統 (狐之咲甘色)

2021年
- 魔法禁书目录 幻想收束（春上衿衣、七草真由美、园原杏里）
- 陰陽師 (空相面靈氣)
- 閃耀暖暖（暖暖）
- 白夜極光（艾蕾雅）

2022年
- 胜利女神：妮姬 (玛丽安、神罚)
- 格蘭騎士團 (裕娜)
- 三國志幻想大陸（貂蟬）
- 幻塔（希爾達（終結者））

2023年
- 蔚藍檔案（敦子）
- 怪物彈珠（八雲）
- 哈利波特：魔法覺醒（卡珊卓·沃雷）

2024年
- Fate/Grand Order（久遠寺有珠）

時期未定
- Lapis Re：LiGHTs ～這個世界的偶像會用魔法～（伊莉莎）

### 音樂
- （出包王女角色歌）（結城美柑）
- （化物語角色歌）（千石撫子）
- （小鳩角色歌）（花戶小鳩）
- （玩伴貓耳娘角色歌）（雙葉葵）
- リビング Wars（更多出包王女角色歌）（結城美柑）
- （只有神知道的世界角色歌）（汐宮栞）
- SUPER∞STREAM（IS片尾曲）（夏爾／夏綠蒂·迪努亞）
- （世紀末超自然學院插入曲）（成瀨梢）
- Masquerade!（我的妹妹哪有這麼可愛片尾曲）（黑貓／五更琉璃）
- （我的妹妹哪有這麼可愛片尾曲）（黑貓／五更琉璃）
- Platonic prison（我的妹妹哪有這麼可愛黑貓角色歌）（黑貓／五更琉璃）
- 贖罪のセレナーデ（我的妹妹哪有這麼可愛片尾曲）（黑貓／五更琉璃）
- SHOOT!-No.4 MIX- （蘿球社！角色曲）（湊智花）
- My Dear （蘿球社！角色曲）（湊智花）
- Shoooooter!（蘿球社！角色曲）（湊智花）
- 妖狐×僕SS ED6 sweets parade 髏髏宮加留多
- （來自新世界後期ED）（秋月真理亞）
- モノクロ☆HAPPY DAY（我的妹妹哪有這麼可愛片尾曲）（黑貓／五更琉璃）
- 刹那のDestiny（我的妹妹哪有這麼可愛片尾曲）（黑貓／五更琉璃）
- （囮物語角色歌）（千石撫子）
- "Phantasy Star Online 2" Character CD - Song Festival -（PSO2角色歌）（莉莎）
- "recover decoration" (偽戀ed2) (小野寺小咲)
- 駆け引きはポーカーフェイス(即使如此依舊步步進逼 片頭曲)

### 廣播劇CD
- 月面兔兵器米娜（羽蟬奈琉）
- 狂亂家族日記（亂崎優歌）
- 鶺鴒女神（草野）
- 出包王女（結城美柑）
- Sketchbook ～full color's～廣播劇CD『Sketch Book Stories 〜前夜祭〜』（梶原空）
- ZEGAPAIN audio drama OUR LAST DAYS（守凪了子）
- 文學少女「文學少女」と死にたがりの道化（天野遠子）
- 我的妹妹哪有這麼可愛！（黑猫／五更琉璃）
- 我的朋友很少 番外編「禁じられた遊び」（羽瀨川小鳩）
- 日日蝶蝶「相遇篇」「文化季篇」（柴石睡蓮）
- 地獄三頭犬的日常（小茂根陽）
- 天使1/2方程式（高垣由衣子）
- Fate prototype 蒼銀的碎片 （沙条綾香）
- 我太受歡迎了，該怎麼辦？（芹沼花依）
- 魔女之旅（芙蘭）
- 朋友的妹妹只纏着我（影石菫）

### 電視劇
2001年
- （牧村佳奈子，TBS）

2006年
- 怨屋本舖（青山美香）

2018年
- 往名古屋的最終列車2018（不小心弄丟手機的少女)

### 電影
2004年
- 理由（由香里的朋友）

2010年
- （友情出演）

2015年
- [104]

### 舞台
- （2009年2月）

### 寫真集
- Oh! Baby（1999年8月、辰巳出版、撮影：中川秀樹）- 渋谷桃子、藤原ひとみ、松田彩香とのコラボレーション写真集
- KANA（2011年12月14日、東京ニュース通信社、撮影：細居幸次郎）
- 遠い口笛（2014年12月17日、東京ニュース通信社、撮影：楽滿直城）
- 花澤香菜フォトブック かなめぐり〜前編〜（2016年3月30日、東京ニュース通信社）
- 花澤香菜フォトブック かなめぐり〜後編〜（2016年7月8日、東京ニュース通信社）
- How to go?（2020年3月16日、東京ニュース通信社、撮影：佐藤麻優子）

### 廣告代言
- 台北地下街12周年形象人物（莉洋）（2012年）
- 最喜歡肉！宙牛君（宙牛君）
- Ar Füm 紡優美

## 唱片

### 单曲
|             | 發售日         | 標題            | 規格                                                                                        | 歌曲                                                                                            | 備註                                   | ORICON最高位 |
| Aniplex     | Aniplex        | Aniplex         | Aniplex                                                                                     | Aniplex                                                                                         | Aniplex                                | Aniplex      |
| ----------- | -------------- | --------------- | ------------------------------------------------------------------------------------------- | ----------------------------------------------------------------------------------------------- | -------------------------------------- | ------------ |
| 1st         | 2012年4月25日  |                 | SVWC-7840～SVWC-7841（初回限定盤） SVWC-7842（通常盤）                                      | 1. Saturday Night Musical                                                                       | 花澤香菜出道首張单曲                   | 7位          |
| 2nd         | 2012年7月18日  |                 | SVWC-7863～SVWC-7864（初回限定盤） SVWC-7865（通常盤）                                      |                                                                                                 |                                        | 4位          |
| 3rd         | 2012年10月24日 | happy endings   | SVWC-7899～SVWC-7900（初回限定盤） SVWC-7901（通常盤）                                      | 1. happy endings 2. too late for chocolate 3. trick or treat！ 4. happy endings（Instrumental） | 電視動畫『絕園的暴風雨』片尾曲         | 7位          |
| 4th         | 2013年1月16日  | Silent Snow     | SVWC-7926～SVWC-7927（初回限定盤） SVWC-7928（通常盤）                                      | 1. Silent Snow 2. CALL ME EVERYDAY 3. Silent Snow（Instrumental）                               | 2012四季企劃最後一張                   | 8位          |
| 5th         | 2013年12月25日 |                 | SVWC-7974～SVWC-7975（初回限定盤） SVWC-7976（通常盤）                                      | 1. white christmas 2. （Instrumental）                                                          |                                        | 11位         |
| 6th         | 2014年10月1日  |                 | SVWC-70021～SVWC-70022（初回限定盤） SVWC-70023（通常盤）                                   | 1. Timeless 2. MOMENT 3. (instrumental)                                                         |                                        | 12位         |
| 7th         | 2014年12月24日 |                 | SVWC-70041 ～ SVWC-70042（初回限定盤） SVWC-70043（通常盤）                                 | 1. アブラカタブラ片思い 2. (instrumental) 3. (instrumental)                                     |                                        | 13位         |
| 8th         | 2015年2月25日  |                 | SVWC-70053/4（初回限定盤） SVWC-70055（通常盤）                                             | 1. Blessing Bell                                                                                | 花澤香菜首次主演電影【】之主題曲       | 13位         |
| 9th         | 2016年2月24日  |                 | SVWC-70138/9（初回限定盤） SVWC-70140（通常盤）                                             |                                                                                                 |                                        | 20位         |
| 10th        | 2016年6月1日   |                 | SVWC-70170/1（初回限定盤） SVWC-70172（通常盤）                                             |                                                                                                 |                                        | 14位         |
| 11th        | 2016年11月30日 |                 | SVWC-70225/6（初回限定盤） SVWC-70227（通常盤）                                             |                                                                                                 |                                        | 20位         |
| SACRA MUSIC |                |                 |                                                                                             |                                                                                                 |                                        |              |
| 12th        | 2018年2月7日   |                 | VVCL-1164/5（初回限定盤） VVCL-1166（通常盤）                                               |                                                                                                 |                                        | 15位         |
| 13th        | 2018年7月25日  |                 | VVCL-1267/8（初回限定盤） VVCL-1269（通常盤） VVCL-1270/1（きゃにめ盤）                     |                                                                                                 |                                        | 27位         |
| 波麗佳音    |                |                 |                                                                                             |                                                                                                 |                                        |              |
| 14th        | 2021年9月29日  | Moonlight Magic | PCCG-02058（初回限定盤） PCCG-02059（通常盤） SCCG-00082（きゃにめ盤） BRCG-00079（國際盤） | 1. Moonlight Magic 2. 没有你的港湾 3. Moonlight Magic (Instrumental) 4. (Instrumental)          |                                        | 18位         |
| 15th        | 2022年7月20日  |                 | PCCG-02162（初回限定盤） PCCG-02163（通常盤）                                               | 1. （TV size ver.） 2. （Instrumental） 3. （Instrumental）                                     | 電視動畫『即使如此依舊步步進逼』片頭曲 |              |

### 網路單曲
|          | 發售日         | 標題                           |
| Aniplex  | Aniplex        | Aniplex                        |
| -------- | -------------- | ------------------------------ |
| 1st      | 2015年10月21日 |                                |
| 波麗佳音 |                |                                |
| 2nd      | 2021年2月3日   | magical mode (Chinese Version) |
| 3rd      | 2021年3月31日  | magical mode                   |
| 4th      | 2021年11月3日  | SHINOBI-NAI                    |

### 專輯
|             | 發售日        | 標題        | 規格                             | 歌曲 | 最高位  |
| Aniplex     | Aniplex       | Aniplex     | Aniplex                          | Aniplex | Aniplex |
| ----------- | ------------- | ----------- | -------------------------------- | --- | ------- |
| 1st         | 2013年2月20日 | claire      | SVWC-7929                        | 1. Just The Way You Are 2. melody 3. Ring a Bell 4. Silent Snow 5. happy endings | 6位     |
| 2nd         | 2014年2月26日 | 25          | SVWC-7988/90 SVWC-7991/92        | 1. バースデイ 2. 25 Hours a Day 3. Brand New Days 4. 恋する惑星 5. マラソン 6. YESTERDAY BOYFRIEND 7. 無邪気なキミと真夏のメロディ 8. Make a Difference 9. 旅立つ彼女と古い背表紙 10. Summer Sunset 11. 同心円上のディスタンス 12. flattery? 13. Waltz for Praha 14. 片思いが世界を救う 15. ダエンケイ 16. パパ、アイ・ラブ・ユー!! 17. Eeny, meeny, miny, moe 18. 粉雪 19. Young Oh! Oh! 20. 曖昧な世界 21. 真夜中の秘密会議 22. Merry Go Round 23. last contrast 24. 花びら 25. Good Conversation | 8位     |
| 3rd         | 2015年4月22日 | Blue Avenue | SVWC-70064/5 SVWC-70066          | 1. I ♥ New Day ! 2. ほほ笑みモード 3. Nobody Knows 4. ブルーベリーナイト 5. Trace 6. こきゅうとす 7. Night And Day 8. タップダンスの音が聴こえてきたら 9. We Are So in Love 10. プール 11. Dream a Dream 12. マジカル・ファンタジー・ツアー 13. 君がいなくちゃだめなんだ 14. Blue Avenue を探して | 12位    |
| 4th         | 2017年2月22日 | Opportunity | SVWC-70251/2 SVWC-70253          | 1. スウィンギング・ガール 2. あたらしいうた 3. FRIENDS FOREVER 4. 星結ぶとき 5. 滞空時間 6. カレイドスコープ 7. 透明な女の子 8. Marmalade Jam 9. Opportunity 10. ざらざら 11. 雲に歌えば 12. FLOWER MARKET 13. brilliant 14. Seasons always change 15. Blue Water | 15位    |
| SACRA MUSIC |               |             |                                  | |         |
| 5th         | 2019年2月20日 | ココベース  | VVCL-1401/2 VVCL-1403            | 1. マイ・ソング 2. 大丈夫 3. おとな人間 4. パン 5. Change! 6. ミトン 7. Tact 8. 春に愛されるひとに わたしはなりたい 9. おしえて 10. 満月の音 11. ゆうのそら 12. Ready to go | 18位    |
| 波麗佳音    |               |             |                                  | |         |
| 6th         | 2022年2月23日 | blossom     | PCCG-02122 PCCG-02121 SCCG-00097 | 1. ユメノキオク 2. Don't Know Why 3. You Can Make Me Dance 4. Moonlight Magic 5. GSSP 6. Miss You 7. LOVE IS WONDER 8. 港の見える丘 9. 息吹 イン ザ ウィンド 10. 草原と宇宙 11. SHINOBI-NAI 12. 青い夜だけの | 19位    |

## 网络迷因
2013年，在日本一档综艺节目中，花泽香菜露出了一种奇怪的笑容，其后该表情在网络走红。网友还将其与姚明、崔成国一起，并称为亚洲“表情三巨头”。因当时屏幕上滚动播放的天气预报播放至“兵库北”，故她又被网友称为“兵库北小姐”。

## 外部連結
- 大澤事務所公開簡歷 （页面存档备份，存于） （日語）
- 波麗佳音官方網站 （页面存档备份，存于） （日語）
- SACRA MUSIC官方網站(停止更新) （页面存档备份，存于） （日語）
- （日語）－花澤香菜的官方部落格。
- YouTube上的花澤香菜 Official Youtube頻道 （日語）
- 花澤香菜STAFF公式的X（前Twitter） （日語）
- 花澤香菜的Instagram帳戶
- 花澤香菜的新浪微博  （简体中文）
- 花澤香菜的哔哩哔哩个人空间 （简体中文）